# Material mesoporoso

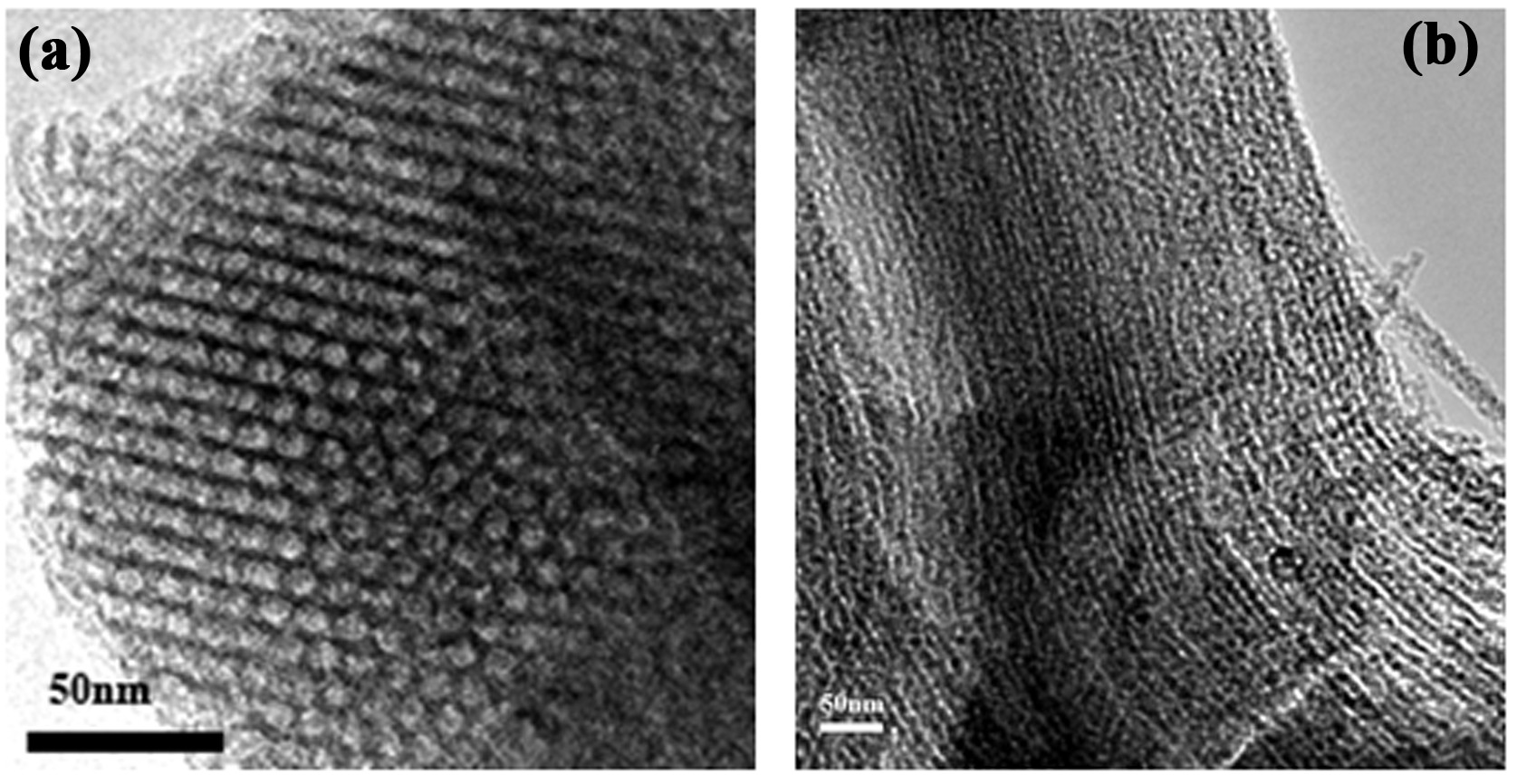
Imágenes de microscopía electrónica de carbono mesoporoso ordenado que contiene nitrógeno (N-OMC) tomado (a) a lo largo y (b) perpendicular a la dirección del canal.

Un material mesoporoso es un material que contiene poros con diámetros entre 2 y 50 nm, de acuerdo con la nomenclatura IUPAC. Para comparación, IUPAC define material microporoso como un material que tiene poros menores de 2 nm de diámetro y material macroporoso como un material que tiene poros mayores de 50 nm de diámetro.
Los materiales mesoporosos típicos incluyen algunos tipos de sílice y alúmina que tienen mesoporos de tamaño similar. También se han reportado óxidos mesoporosos de niobio, tántalo, titanio, circonio, cerio y estaño. Sin embargo, el buque insignia de los materiales mesoporosos es el carbono mesoporoso, que tiene aplicaciones directas en los dispositivos de almacenamiento de energía. El carbono mesoporoso tiene porosidad dentro del rango de mesoporos y esto aumenta significativamente el área superficial específica. Otro material mesoporoso muy común es el Carbón Activado, que generalmente está compuesto por un armazón de carbono con mesoporosidad y microporosidad, dependiendo de las condiciones bajo las cuales fue sintetizado.
Según IUPAC, un material mesoporoso puede desordenarse u ordenarse en una mesoestructura. En los materiales ionorgánicos cristalinos, la estructura mesoporosa limita notablemente el número de unidades de celosía, y esto cambia significativamente la química del estado sólido. Por ejemplo, el rendimiento de la batería de materiales electroactivos mesoporosos es significativamente diferente de la de su estructura a granel.
Un procedimiento para producir materiales mesoporosos (sílice) fue patentado alrededor de 1970, y los métodos basados en el proceso de Stöber de 1968 todavía estaban en uso en 2015. Pasó casi desapercibido y se reprodujo en 1997. Las nanopartículas de sílice mesoporosas (MSN) fueron sintetizadas de forma independiente en 1990 por investigadores en Japón. Posteriormente, se produjeron también en los laboratorios de Mobil Corporation y se denominaron Mobil Crystalline Materials, o MCM-41. Los métodos sintéticos iniciales no permitieron controlar la calidad del nivel secundario de porosidad generado. Fue solo mediante el empleo de cationes de amonio cuaternario y agentes de silanización durante la síntesis que los materiales exhibieron un verdadero nivel de porosidad jerárquica y mejores propiedades de textura.
Desde entonces, la investigación en este campo ha crecido constantemente. Ejemplos notables de aplicaciones industriales prospectivas son catálisis, sorción, detección de gas, intercambio iónico, óptica y fotovoltaica.
Se debe tener en cuenta que esta mesoporosidad se refiere a la clasificación de la porosidad a nanoescala, y los mesoporos se pueden definir de manera diferente en otros contextos; por ejemplo, los mesoporos se definen como cavidades con tamaños en el rango de 30 μm-75 μm en el contexto de agregaciones porosas como el suelo.